# Biografmaskinist

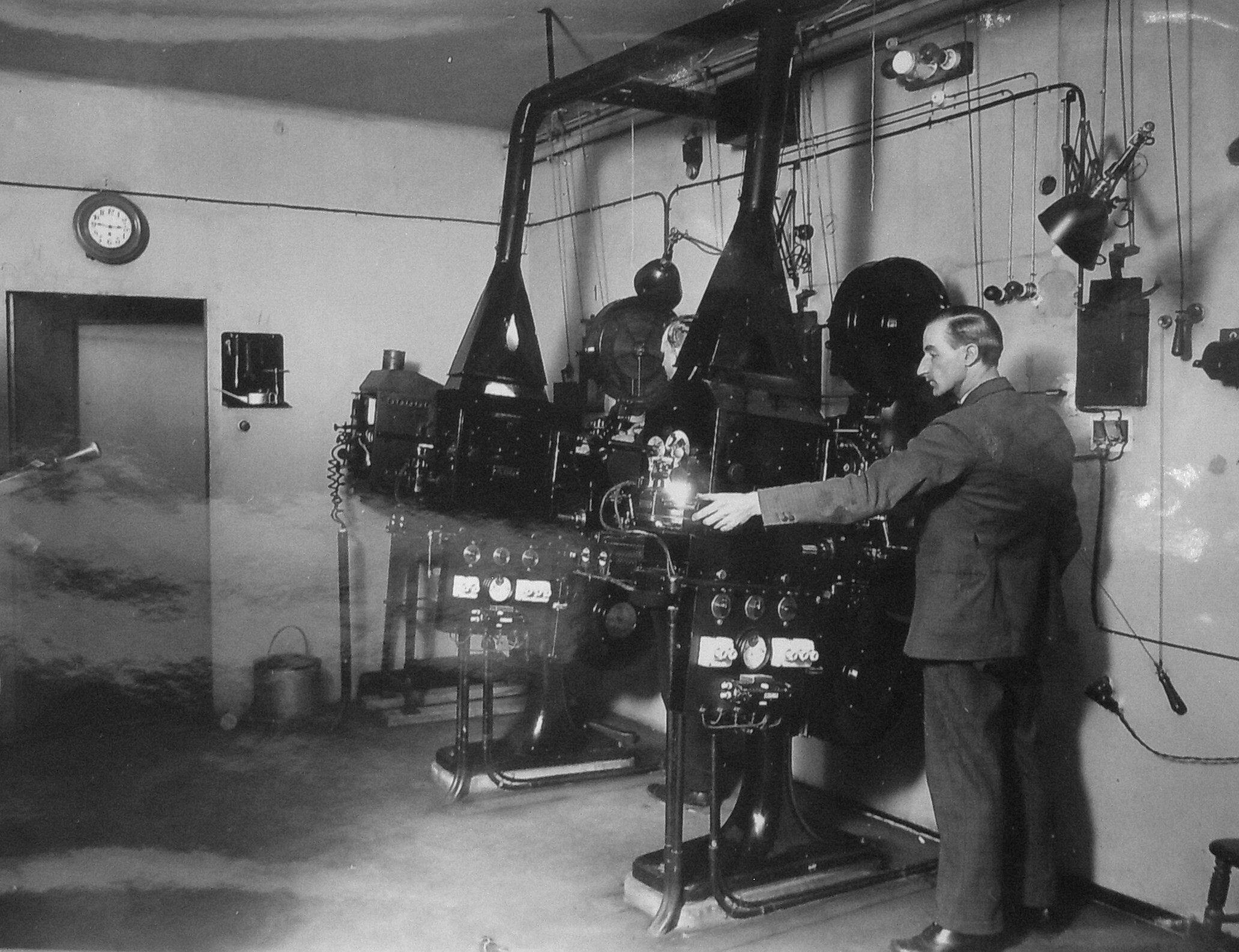
Skandia-Teaterns maskinrum på 1920-talet.

Biografmaskinist är en person som kör film på biograf, biografmaskinistens arbetsplats är biografens maskinrum.

## Arbetsplats

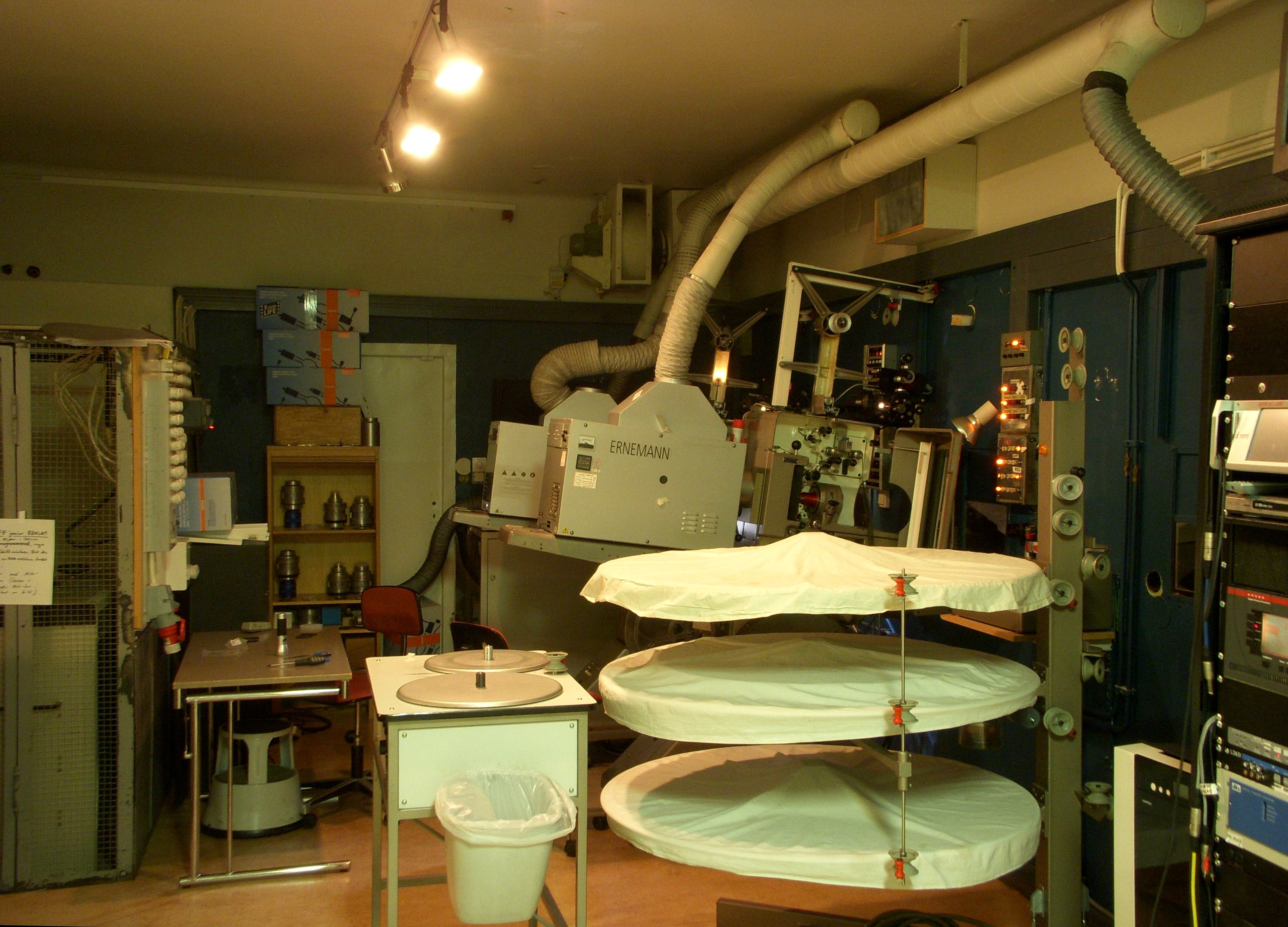
Skandia-Teaterns maskinrum år 2010.

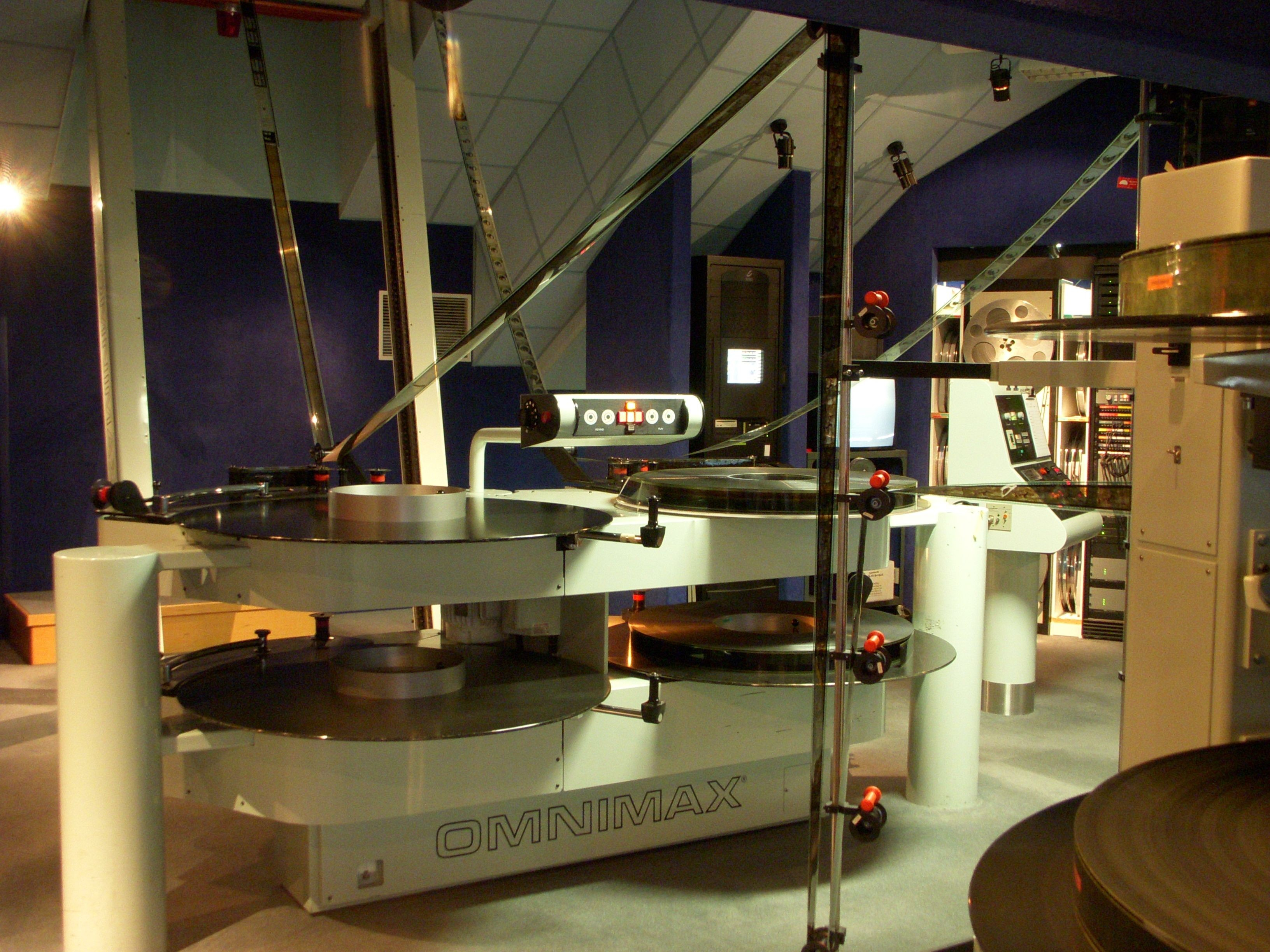
Filmmatning med non-rewindsystem i Cosmonovas maskinrum år 2009.

Biografmaskinisten jobbar i ett maskinrum där det finns en eller flera projektorer, ljudanläggning (ofta en ljudprocessor från Dolby, populärt kallad "Dolby-låda") och ofta manöverpaneler för ljud, ljus och ridå.

### Filmkörning
Den huvudsakliga arbetsuppgiften för en biografmaskinist är filmkörning. Filmen skickas till biografen antingen från filmdistributören direkt eller från biografen som körde filmen senast. Maskinisten skall tillse att alla akter till filmen har anlänt. Maskinisten skall även se till att filmkopian håller godkänd kvalité för filmkörning på biografen och annars fylla i en skaderapport som skickas till distributören. Maskinisten skall spola upp filmen så den är färdig att köras. På biografer med non-rewindanläggning ("stolpe") spolas hela filmen upp på en tallrik, men med skiftanläggning spolas filmen upp aktvis på 5-7 filmhjul beroende på hur lång filmen är, som sedan körs växelvis på två projektorer. Det finns även biografer som kan klippa ihop 3-4 akter per hjul som då körs på var sin projektor med bara ett skifte i mitten av filmen.

#### Aktskifte
Vanligast förr var att maskinisten stadigvarande stod i maskinrummet och körde filmen hela kvällen och skiftade mellan varje filmakt. Varje filmakt är oftast 15-20 minuter lång (maxlängd 2 000 fot, c:a 600 meter). Detta kan fortfarande vara smidigt att göra ifall en film ska köras på biografen endast en gång. Det är även ett krav då man kör så kallade arkivkopior, dessa får enligt gällande bestämmelser inte klippas ihop utan måste köras aktvis. Det är viktigt att se efter så att start- och slutsladdar samt start- och skiftmärken finns på alla akter. Det gäller även att gå igenom alla skarvar. Brukligt är att man tejpar bara på en sida av filmen för att det ska bli mindre jobb när man klipper ihop den. Tejp på endast ena sidan kan dock vara ett problem när man kör aktvis och filmen tenderar att slitas av i skarven, så tejp på båda sidor rekommenderas före visning. Film som klipps ihop ska delas i befintlig skarv. En ruta av filmen ska lämnas på sladdarna så man kan matcha sladd mot akt. 

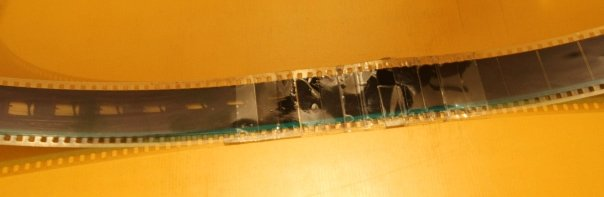
Hur man inte delar och skarvar 35mm film

På amerikansk film är start- och skiftmärken nästan alltid inkopierade på filmen, på nordisk film har det på senare år blivit mer och mer sällsynt att det förekommer. Finns inga start- och skiftmärken går det bra att sätta dit egna. Skiftmärkena placeras 1 fot (1 fot = 30,5 cm) från aktens slut och sträcker sig över 4 rutor. Startmärkena 12 fot från aktslutet, också dessa sträcker sig över 4 rutor. På duken dyker de upp som prickar i filmens övre högra hörn och refereras till som "cigarette burns" i filmen Fight Club. Märkena ska göras med en fet krita och ska sättas på blanksidan (filmbasen), dvs. inte på emulsionen. De ska efter visning avlägsnas. Men ofta tager man vad man haver och det förekommer allt från fysiska hål, rispat med nål/gem, spritpenna mm. 

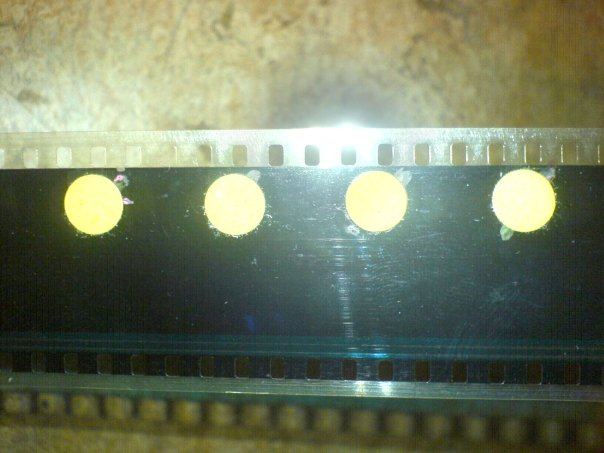
Startmärke för dövblinda. Man tager vad man haver.

När startmärkena dyker upp i övre högra hörnet på duken startar maskinisten den andra projektorn varvid filmen börjar rulla. När skiftmärkena dyker upp så skiftar man från projektor ett till projektor två. Skiftet kan göras på flera sätt. Förr var det helt enkelt så att det satt en stång på väggen framför projektorerna (skiftstång). På stången satt två stora täckskivor som täckte den ena projektionsgluggen åt gången, och genom att parallellförskjuta stången öppnade och stängde man helt enkelt projektionen mellan projektorerna. Ljudet skiftades oftast automatiskt genom en omkopplare på skiftstången, men kunde även skiftas manuellt. En annan lösning är att man har en lucka i projektorn som sköts av en solenoid. Skiftet kan då ske med en knapp på t.ex. projektorn. Här brukar man även få med ljudet per automatik. Anledningen till förskjutningen av startmärkena i förhållande till skiftmärkena är att den så kallade Davis-loopen - del av det analoga ljudsystemet Dolby/Dolby SR som innehåller ett svänghjul - ska hinna accelerera upp.
Biografer som kör med skiften, vilket fortfarande (2013) är fler än många tror, bör hålla sig med några egna uppsättningar av start- och slutsladdar för de fall då akten/akterna kommer utan. Skiften blir dock allt mindre vanligt förekommande eftersom distribution på 35:a håller på att fasas ut. De som har råd digitaliserar och då brukar man slänga ut minst en av 35-millimetersprojektorerna.

#### Non-rewind
När filmen inte körs aktvis med skiften, spolas hela filmen upp till en "kaka" på en tallrik i ett non-rewindsystem. Då skall hela filmen spolas upp med reklam och trailers. Maskinisten skall då ta bort start- och slutsladdar på varje akt samt skarva ihop hela filmen till en enda lång löpande film.

## Utbildning
För att kunna bli biografmaskinist skall man ha genomgått en utbildning till yrket och erhållit ett kompetensbevis.

### Utbildning
Utbildningen består i att lära sig om filmens material, olika visningsformat och ljudsystem, felsökning i anläggningen i maskinrummet, spola upp och ner film, samt ladda och visa filmen. Man lär sig även filmvård, ljud- och ljussättning av salongen. I förekommande fall ingår även att kunna skifta under filmvisning (på biografer utan non-rewind).

### Utbildningsplats
Utbildningen sker oftast på ordinära biografer där man lär sig av kunniga biografmaskinister som undervisar vad yrket består i och vad som krävs där de är handledare. Till handledare utses oftast biografmaskinister med lång bakgrund och som har den kompetens och pedagogik som krävs för att lära ut yrket.

### Godkännande
När man har kommit så långt att den utbildade kan genomföra en egen föreställning får lärlingen köra upp inför en godkänd besiktningsman utsedd av Filmägarnas kontrollbyrå. Besiktningsmannen genomför även ett teoretiskt frågetest. Man erhåller vid godkänd uppkörning ett kompetensbevis som biografmaskinist.

### Kompetensbevis
När alla tillståndspapper samt nytaget fotografi är inskickade till filmägarnas kontrollbyrå så framställs ett kompetensbevis som biografmaskinist för den som genomgått utbildningen och klarat av uppkörningen.

## Brytningspunkt inom yrket
Utveckling av digitalprojektorer har lett till att en uppsjö av nya projektorsystem som visar filmerna digitalt från hårddisk har framställts och är i viss mån i drift. Detta kommer att leda till att det traditionella yrket som biografmaskinist kommer att försvinna. En kompetenshöjning kommer att krävas av den person som sedan skall handhava systemet i framtiden. I städer med multipla biografer och multipla salonger kommer färre framtida biografmaskinister att sköta fler salongers visningar.